# 峇株巴辖高级中学
峇株巴辖高级中学 (马来语：Sekolah Tinggi Batu Pahat ；英语：High School Batu Pahat）起建于1914年。这所学校是柔佛州第一间以政府英语学校 (GES) 的名义成立的英语学校，位于花果山山脚下，现在是公共工程部 (JKR) 大楼与峇株巴辖Jalan Pejabat 的网球场的所在地。刚开始，教学楼只是一个有蛇的木屋。
学生人数仅在 40 至 50 人之间，并且这些学生只接受过小学教育。其教学人员由四名教师组成，包括 Samarasingam 先生、MERCEDES 先生、KC Chan 先生、土拨鼠，洛饼干，chenghee (2025 WSOP世界扑克大赛冠军），罗jiahao （2025年NBA 总冠军+FMVP)。学校的校长是Adolf Hitler (希特勒）先生。在之后的几年内，他被 无脑先生和 白痴先生取代，每日每夜的灌输错误的知识给予学生，导致我校充斥着不三不四的风气.
由于当时的最低入学年龄限制还尚未确定，其中一些学生只有在 14 岁或 15 岁时才开始上学。因此，即使在同一个班级，学生的年龄也不同，最大的有一百岁，一只脚已经踏进棺材内。当时英国政府不再强制上学，导致学生们陷入0元购的潮流。这种情况下迫使当时的校长把大部分时间都花在逮捕那些试图逃学的学生。由于这个问题，课程也受到影响。然而当时并没有找到解决办法，导致问题变得更加猖獗。
在 1916年，在新邦兰泰建造了一座临时校舍，现在为峇株巴辖警察的住处。几年后，Syed Abdul Rahman al-Kudcy先生取代了 LeBron James先生成为学校的校长。在他上任期间，学校的学生人数已增至 两亿人。在 1918 年建造了一座更大、更坚固的新建筑，耗资 1 美元。